# Улица Његошева (Нови Сад)
Улица Његошева једна је од најстаријих улица у Новом Саду. Налази се у старом градском језгру. Улица почиње на Тргу слободе, пролази поред Трифковићевог трга и завршава се на раскрсници са улицом Јована Суботића. Од ове раскрснице наставља се као Масарикова улица. На потезу од Трга слободе до Трифковићевог трга улица се налази у пешачкој зони. Улица је дугачка нешто мање од 350 м, а у њој се налази неколико објеката значајних за културу не само Новог Сада, већ целе Србије.

## Име улице
Првобитно име улице било је Фазанова, названа тако по гостионици „Код фазана”, која се некада налазила на месту где се данас налази Музичка школа Исидор Бајић.
Касније је названа Беле лађе улица, односно Weisse Schiff – Gase на немачком) и Feher-hajo utca на мађарском језику, по чувеној кафани „Бела лађа” у којој се некада окупљали виђенији војвођански Срби.
Приликом давања нових назива улицама, 90-тих година 19. века, улица је добила име Андрашијева по некадашњем председнику мађарске владе, грофу Јулију Андрашију.
Данашње име Његошева добила је после Првог светског рата у част Петра II Петровића Његоша, владике и владара Црне Горе и једног од највећих српских и црногорских филозофа и књижевника. За време окупације током Другог светског рата поново се звала Андрашијева. Како по оцени тадашње власти није било у супротности са тада актуелним идеолошким догмама, после ослобођења враћено је име Његошева, које ова улица носи и данас.

## Историја
Његошева улица једна је од најстаријих у Новом Саду. Део улице од Трифковићевог трга ка Масариковој може се видети већ на првом плану града Новог Сада из 1745. године, док је део од Трга Слободе до Трифковићевог трга пробијен и изграђен на прелазу из 18. у 19. век. Овај каснији део улице је изграђен на великој парцели која је била додељена римокатоличкој црквеној општини у време када је Петроварадински шанац потпао под управу Бачке жупаније 1727. године. Изградња овог дела улице је почела 1739-40. године, када су се у њу доселили немачки трговци, избеглице из Београда, након поновног пада Београда под турску власт. Током година почеле су се зидати куће са обе стране нове улице, тако да је до краја 18. века улица већ добила своје данашње контуре.
У време када је потпуно изграђена, улица је добила назив Фазанова по имену велике гостионице „Код Фазана” која се налазила на месту данашње музичке школе. У овој гостионици су се преко целе године одржавале позоришне представе, све док није 1878. откупљена за такозвани женску католичку школу.
Још једна кафана која се налазила у овој улици оставила је дубок траг у културном и политичком животу града. То је била кафана „Бела лађа”, која се први пут помиње 1810. године као „Alba navis”. За време Буне и бомбардовања Новог Сада Фазанова улица је била поштеђена баш због великог броја Немаца који су у њој живели. Тако је ова кафана била једна од свега 6 кућа у граду којима кров није изгорео. О томе пише у својим путописима аустријски писац Сигфрид Капер, који је посетио Нави Сад 1850. године, непосредно након бомбардовања и одсео у „Белој лађи”:
| „ | Са главног трга (Трг Слободе)… скренули смо у једну бочну уличицу, ако тако уопште могу да се назову два реда рушевина. Неким чудом поштеђена, уздиже се усред тих рушевина једноспратна кућа са неоштећеним кровом. Једна мала плава табла казује да је то гостиона „Бела лађа“, тренутно најбољи, будуће да је једини, хотел у Новом Саду; раније ова гостиона по свој прилици није примала госте на конак. Она је само захваљујући случају од обичне, бедне и скајнуте крчме, у коју су навраћали убоги сељачки кочијаши да потраже коначиште за себе и своје коње, добила у значају и угледу и постала нешто попут варошког хотела. Затражио сам једну собу; пошто су ме најпре слали од једног до другог, дали су ми једну влажну собу поред коњушнице, која је била таман толика да су у њу могла да стану два дашчана оквира, што ће рећи нешто као два лежаја, и две плетене столице, тако да је таман остало још мало простора за стајање… | ” |

„Бела лађа” постала је стециште српске политичке и књижевне елите, па је цела улица наредних деценија носила име управо по овој кафани.
У Његошевој улици подигнута је 80-тих година 19. века Мађарска државна женска грађанска школа, која је 1919. године постала општа државна школа. На углу према Тргу Слободе почетком 18. века подигнута је палата Гвоздени човек. У овој згради је за време Буне био Магистрат, али како је у бомбардовању била полусрушена, Магистрат је привремено враћен у стару трошну градску кућу на Тргу слободе. О тој згради пише Зигфрид Кепер у својим путописима. Једна од знаменитости ове улице било је и градско купатило, које се у њој налазило током 40-ак година после Буне. На углу Његошеве и улице Јована Суботића до краја 19. века налазио се и мали парни млин.

## Његошевом улицом
Како се улица налази у старом градском језгру дуж целе улице, а посебно у првом делу који се налази у пешачкој зони, налази се низ угоститељских објеката - кафића и ресторана.

#### Његошева 2
У Његошевој улици на броју 2, на самом углу где се Његошева улива на Трг слободе, налази се палата Гвоздени човек. То је двоспратна репрезентативна стамбено-пословна палата, изграђена у стилу сецесије, са основом у облику ћириличног слова „Ш“. Зграда је саграђена 1909. године по пројекту новосадског архитекте Пекла Беле, у сарадњи са пештанским архитектом Карољем Ковачем, за власника Римокатоличку црквену општину.
На месту ове зграде се у 18. веку налазило католичко гробље, а почетком 18. века ту је изграђена старија двоспратна зграда, која је такође носила назив „Гвоздени човек“. Године 1846. адаптирана је и уступљена за потребе Магистрата. У бомбардовању Новог Сада 1849, током буне - Српске револуције 1848—1849. године, у великом пожару у коме се цео град претворио у буктињу и ова зграда је изгорела и била полусрушена.
У Великој обнови зграда је обновљена по сачуваним нацртима, да би почетком 19. века била срушена, а на њеном месту изграђена је данашња палата. Од 1913. у приземљу ове зграде се налазила чувена посластичарница „Дормштетер“. После смрти власника Јакоба Дормштетера 1944. године и промене власти у Југославији после ослобођења посластичарница прелази у државно власништво и носи најпре име „Москва“, затим „Загреб“, а од 90-их година 20. века мења име у „Атина“.

#### Његошева 5
На броју 5 налази се зграда партерна зграда изграђена у стилу класицизма на прелазу из 18. у 19 век. У њој се некада налазила чувена новосадска кафана „Бела лађа”, једна од најстаријих у Новом Саду. У овој кафани су се углавном окупљали виђенији Срби, српска културна и политичка интелигенција. Међу њима су били Јаша Томић, Светозар Милетић, Лаза Костић, Тона Хаџић и други. У њој су се певале српске песме и изводиле композиције које су компоновали чувени Исидор Бајић и Марко Нешић, а неретко се доносиле и важне одлуке.
„Бела лађа” је национализована 28. јуна 1948. године, а 1950. зграду је добило на коришћење предузеће „Војводинапут”. Њена унутрашњост адаптирана за нову намену. Данас је зграда напуштена и у лошем стању, а недавно је реституцијом враћена неследницима предратних власника.

#### Његошева 9
На броју 9, делимично окренута Трифковићевом тргу, налази се Средња музичка школа „Исидор Бајић”. У првој половини 19. века у згради се налазила чувена гостионица „Код Фазана” у којој су се преко целе године одржавале позоришне представе и по којој је цела улица носила име. Стара гостионица је 1878. године, залагањем Новосадског мађарског женског друштва, откупљена за такозвани клостер - женску школу коју су водиле римо-католичке опатице. Касније, највероватније око 1905. године, на згради је дозидан спрат. Од 1953. године у њој се налази музичка школа „Исидор Бајић“.
Зграда у Његошевој 9 саграђена је у првој половини 19. века као партерна зграда у стилу класицизма, са основом у облику неправилног ћириличног слова „П“. Око 1850. године у Великој обнови је обновљена у стилу неоромантизма. У приземљу зграде прозори су сегментно завршени, као и капија, са декорацијама око отвора у стилу неоромантизма, док су прозори на касније дограђеном спрату архитравно завршени, и надвишени класицистичим архитравним фронтонима. У другој половини 20. века зграда је рестаурирана, при чему су оригинални фасадни декоративни елементи око прозора у приземљу уклоњени и замењени једноставним малтерским рамовима.

#### Угао Његошеве и Трифковићевог трга
На углу Његошеве и Трифковићевог трга некада се налазио Ватрогасни дом. Када би се огласило звоно са градске куће, овде би се окупљали добровољни ватрогасци, углавном новосадске занатлије и одавде кретали да гасе пожар. У Дому су се налазиле шупе за кола и шмркове, а до њих штале, у којима се увек у приправности налазило два пара коња. Сачувана је фотографија Ватрогасног дома из 1963. године. Поред Ватрогасног дома била је башта римокатоличке плебаније (римокатолички жупни дом). Ову башту је плебанија парцелисала, те су у другој половини 19. века ту подигнуте две зграде.
На другом углу налази се стамбено-пословна зграда позната као „Апотека”, првобитно изграђена за трговца Косту Јовановића 1922. године. Ово је један од првих већих објеката које је пројектовао чувени новосадски архитекта Дака Поповић. Овај објекат и данас својим ненаметљивим позносецесијским изгледом представља најскладније архитектонско дело на тргу. На масивној троспратници нема превише украса. Главни ефекат пружају два бочна калкана и угаона купола конструисана и изведена по еклектичким начелима. У приземљу зграде се и данас налази апотека по чему је зграда и добила име под којим је позната. Поред апотеке, на Трифковићевом тргу, становао је велики комедиограф Коста Трифковић по коме је трг и добио данашње име.

#### Његошева 22
На броју 22, готово преко пута музичке школе, налази се Гимназија „Светозар Марковић”. Зграда Гимназије изграђена је 80-тих година 19. века и у њој се налазила Мађарска државна женска грађанска школа, која је 1919. године постала Општа државна школа, а у њој је била смештена и тада основана Женска гимназија. Данас се у овој згради налази гимназија „Светозар Марковић“.
Пре зграде на броју 22 некада се налазило и градско купатило, још једна од знаменитости ове улице. Купатило је овде отворено после буне 1848—1849. године и налазило се ту наредних четрдесетак година. Зграда у којој се оно налазило срушена је, а на њеном месту је данас улица Милоша Хаџића, која представља пролаз до Успенске цркве и Српског народног позоришта.

#### Његошева 32
На углу Његошеве и улице Јована Суботића, до краја 19. века налазио се мали парни млин. Млин је срушен, а на његовом месту је подигнута најпре зграда Радничког осигурања, а затим ђачка поликлиника, касније Дом здравља у ком су се налазили школски педијатри и Саветовалиште за младе. Дом здравља је 2011. пресељен.